# Обстріли Берислава (грудень, 2024)
Ця стаття є частиною сторінки Обстріли Берислава (2024 рік) з 24 лютого 2022 року, яка є частиною Історії Берислава та Обстрілів Берислава.
Обстріли Берислава за грудень 2024 року — низка терористичних атак на місто Берислав та район військами РФ, що почалися під час російського вторгнення в Україну з 24 лютого 2022 року та тривають понині.
Берислав до вторгнення Росії в Україну був осередком освіти Херсонщини з двома коледжами.
Зараз місто зазнало значних руйнувань, заміновані околиці, відсутні комунальні послуги. Під час окупації в місті була гостра нестача продуктів та ліків. Після деокупації місто зазнало нових випробувань, зокрема, відсутності електроенергії та води. Зараз Берислав перебуває під постійними обстрілами, внаслідок яких багато будинків пошкоджено, є поранені та загиблі. Багато людей в місті відмовляються покидати свої домівки, незважаючи на обстріли.

## Хронологія

###### 1 грудня 2024 року
1 грудня 2024 року російські окупанти обстріляли Новоолександрівську та Тягинську територіальні громади. Під обстріл потрапили села Золота Балка та Тягинка. Російська армія завдала артилерійських обстрілів по селу Золота Балка та атакувала село Тягинка за допомогою безпілотних літальних апаратів. Пошкоджено житлові будинки та господарські споруди мешканців. У селі Одрадокам'янка 44–річний чоловік отримав поранення внаслідок підриву на невідомому вибухонебезпечному предметі. У місті Берислав 59–річний чоловік звернувся за медичною допомогою після поранення, отриманого 26 листопада 2024 року.

###### 2 грудня 2024 року
2 грудня 2024 року російські військові обстріляли село Золота Балка Бериславського району. Про це повідомили у пресслужбі Херсонської обласної військової адміністрації. Під час обстрілів зафіксували сім влучань. Пошкоджено адміністративну будівлю, дитячий садок, трансформатор і приватний будинок. Ніхто з людей не постраждав.

###### 3 грудня 2024 року
3 грудня 2024 року російські окупанти обстріляли Бериславську, Нововоронцовську, Новоолександрівську, Новорайську та Тягинську територіальні громади. Під обстріл потрапили місто Берислав, селище Нововоронцовка, села Михайлівка, Золота Балка, Новорайськ, Одрадокам'янка та Тягинка. Про це повідомив начальник Бериславської районної військової адміністрації Володимир Літвінов. Російська армія завдала артилерійських та танкових обстрілів по Бериславу, Михайлівці, Золотій Балці, Тягинці та околицях Новорайська. Також були використані безпілотні літальні апарати для атак на Берислав, Нововоронцовку, Одрадокам'янку та Тягинку. Пошкоджено житлові будинки, господарські споруди мешканців та вежу мобільного зв'язку. Внаслідок атаки БПЛА у Бериславі загинула 43–річна жінка.

###### 4 грудня 2024 року
4 грудня 2024 року російські окупанти обстріляли Бериславську, Нововоронцовську, Милівську, Новорайську та Тягинську територіальні громади. Під обстріл потрапили місто Берислав, селище Нововоронцовка, селище Монастирське, села Червоний Маяк, Саблуківка та Високе. Про це повідомив начальник Бериславської районної військової адміністрації Володимир Літвінов. Російська армія завдала артилерійських обстрілів по селищу Монастирське, селам Саблуківка та Червоний Маяк. Також були використані безпілотні літальні апарати для атак на Берислав, Нововоронцовку, Милове та околиці села Високе. Пошкоджено житлові будинки, господарські споруди мешканців та транспортний засіб. Унаслідок атаки безпілотника у Миловому поранено 42–річного чоловіка, якому надано медичну допомогу. До Бериславської ЦРЛ звернувся 52–річний чоловік, який отримав тілесні ушкодження внаслідок мінометного обстрілу Берислава.

###### 5 грудня 2024 року
5 грудня 2024 року російські окупанти обстріляли Нововоронцовську та Тягинську територіальні громади. Під обстріл потрапили околиці села Осокорівка та населені пункти Тягинської громади вздовж річки Дніпро. Жертв та постраждалих серед цивільного населення немає.

###### 6 грудня 2024 року
6 грудня 2024 року російські окупанти обстріляли Бериславську, Великоолександрівську, Нововоронцовську, Новоолександрівську та Тягинську територіальні громади. Під обстріл потрапили місто Берислав, селище Нововоронцовка, села Давидів Брід, Гаврилівка, Михайлівка, Новоолександрівка та Тягинка. Про це повідомив начальник Бериславської районної військової адміністрації Володимир Літвінов. Російська армія завдала ракетних ударів по околицях села Давидів Брід та артилерійських обстрілів по селищу Нововоронцовка, селах Михайлівка, Тягинка, околицях Гаврилівки та Новоолександрівки. Також були використані безпілотні літальні апарати для атак на Берислав, Нововоронцовку та Зміївку. Пошкоджено житлові будинки, господарські споруди та будівлю АЗС. Унаслідок атаки безпілотника у селі Зміївка поранено 48–річну жінку. Внаслідок обстрілу села Давидів Брід поранено чоловіків віком 40, 41 та 44 роки. Усіх постраждалих доправлено до медичних закладів району.

###### 7 грудня 2024 року
7 грудня 2024 року російські окупанти обстріляли Бериславську та Нововоронцовську територіальні громади. Під обстріл потрапили села Томарине та Осокорівка. Про це повідомив начальник Бериславської районної військової адміністрації Володимир Літвінов. Російські окупанти атакували село Томарине та околиці Осокорівки за допомогою безпілотних літальних апаратів. Пошкоджено житлові будинки та господарські споруди. Жертв та постраждалих серед цивільного населення немає.

###### 8 грудня 2024 року
8 грудня 2024 року під ворожим вогнем опинилися Новоолександрівська, Тягинська та Новорайська територіальні громади, зокрема села Гаврилівка, Одрадокам'янка та Новорайськ. Ворог здійснив артилерійські обстріли по селу Гаврилівка та околицям села Новорайськ, а також атакував село Одрадокам'янка за допомогою безпілотних літальних апаратів. Пошкоджень зазнали будівля ліцею, житлові будинки та господарські споруди. Жертв та постраждалих серед цивільного населення немає.

###### 9 грудня 2024 року
9 грудня 2024 року під вогнем російських окупантів опинилися Бериславська, Нововоронцовська, Новоолександрівська та Тягинська громади, зокрема місто Берислав, селище Нововоронцовка, села Золота Балка, Новоолександрівка та Одрадокам'янка. Начальник Бериславської районної військової адміністрації Володимир Літвінов повідомив, що російська армія здійснила артилерійські обстріли по Бериславу, Золотій Балці та околицям Нововоронцовки, а також атакувала місто Берислав, селище Нововоронцовка, села Золота Балка, Новоолександрівка та Одрадокам'янка за допомогою безпілотних літальних апаратів. Пошкоджень зазнали житлові будинки та господарські споруди. Внаслідок атаки в Одрадокам'янці загинула 74–річна жінка.

###### 10 грудня 2024 року
10 грудня 2024 року під вогнем російських окупантів опинилися Бериславська, Новоолександрівська та Тягинська територіальні громади, зокрема місто Берислав, села Томарине, Михайлівка, Гаврилівка та Тягинка. Начальник Бериславської районної військової адміністрації Володимир Літвінов повідомив, що російська армія здійснила артилерійські обстріли по селах Томарине, Гаврилівка, Тягинка, а також атакувала Берислав та Михайлівку за допомогою безпілотних літальних апаратів. Пошкоджень зазнали житлові будинки та господарські споруди. За медичною допомогою у Бериславі звернулися 64–річний чоловік та 61–річна жінка, які отримали поранення внаслідок атаки 9 грудня 2024 року. Стан постраждалих медики оцінюють як середньої тяжкості.

###### 11 грудня 2024 року
11 грудня 2024 року російські окупанти обстріляли Бериславську, Нововоронцовську, Новорайську та Тягинську територіальні громади, включаючи місто Берислав, села Шляхове, Зміївка, селище Нововоронцовка, села Червоний Маяк та Тягинка. Про це повідомив начальник Бериславської районної військової адміністрації Володимир Літвінов. Російська армія здійснила артилерійські обстріли по селах Шляхове, Тягинка та околицях Зміївки, а також атакувала Берислав, Нововоронцовку, Червоний Маяк та Тягинку за допомогою безпілотних літальних апаратів. Пошкоджень зазнали житлові будинки, господарські споруди та приватний транспортний засіб у селі Червоний Маяк. Жертв та постраждалих серед цивільного населення немає.

###### 12 грудня 2024 року
12 грудня 2024 року російські окупанти обстріляли Бериславську, Новоолександрівську та Тягинську територіальні громади, включаючи місто Берислав, села Шляхове, Гаврилівка та Тягинка. Про це повідомив начальник Бериславської районної військової адміністрації Володимир Літвінов. Російська армія здійснила артилерійські обстріли по Бериславу, селах Шляхове, Гаврилівка та Тягинка, а також атакувала Тягинку за допомогою безпілотних літальних апаратів. Пошкоджень зазнали житлові будинки та господарські споруди мешканців. Крім того, 11 грудня 2024 року під час комунальних робіт поблизу села Червоне, внаслідок підриву на невідомому вибухонебезпечному предметі, було пошкоджено екскаватор–навантажувач, водій не постраждав. Жертв та постраждалих серед цивільного населення немає.

###### 13 грудня 2024 року
13 грудня 2024 року російські окупанти обстріляли Бериславську та Тягинську територіальні громади, включаючи села Томарине та Тягинка. Про це повідомив начальник Бериславської районної військової адміністрації Володимир Літвінов. Російська армія здійснила артилерійські обстріли по селу Тягинка та атакувала Томарине і Тягинку за допомогою безпілотних літальних апаратів. Начальник Херсонської обласної військової адміністрації Олександр Прокудін повідомив, що під обстрілами також опинилися Качкарівка, Львове, Миколаївка, Ольгівка, Саблуківка, Червоний Маяк, Зміївка, Монастирське та Осокорівка. Пошкоджень зазнали житлові будинки та господарські споруди мешканців. У селі Томарине виникла пожежа приватного домоволодіння, яку ліквідував підрозділ ДСНС. Жертв та постраждалих серед цивільного населення немає.

###### 14 грудня 2024 року
14 грудня 2024 року російські окупанти обстріляли Бериславську, Новоолександрівську, Милівську та Новорайську територіальні громади, включаючи місто Берислав, села Шляхове, Новоолександрівка, Качкарівка та Червоний Маяк. Про це повідомив начальник Бериславської районної військової адміністрації Володимир Літвінов. Російська армія здійснила артилерійські обстріли по Новоолександрівці, Червоному Маяку, околицях Берислава та Качкарівки, а також атакувала село Шляхове за допомогою безпілотних літальних апаратів. Пошкоджень зазнали житлові будинки та господарські споруди мешканців. Унаслідок обстрілу села Новоолександрівка поранення отримала 65–річна жінка, яку доправили до лікарні для надання медичної допомоги.

###### 15 грудня 2024 року
15 грудня 2024 року російські окупанти обстріляли Милівську, Новорайську та Тягинську територіальні громади, включаючи села Новорайськ, Качкарівка, Саблуківка, Дудчани та Тягинка. Про це повідомив начальник Бериславської районної військової адміністрації Володимир Літвінов. Російська армія здійснила артилерійські обстріли по селах Дудчани, Качкарівка, Тягинка та околицях Новорайська і Саблуківки, а також атакувала Тягинку за допомогою безпілотних літальних апаратів. Пошкоджень зазнали житлові будинки, господарські споруди мешканців та будівля медичного закладу у Качкарівці. Жертв та постраждалих серед цивільного населення немає.

###### 16 грудня 2024 року
16 грудня 2024 року російські окупанти обстріляли Бериславську, Новоолександрівську, Новорайську та Тягинську територіальні громади, включаючи Берислав, Новоберислав, Томарине, Михайлівку, Гаврилівку, Новорайськ, Одрадокам'янку та Тягинку. Про це повідомив начальник Бериславської районної військової адміністрації Володимир Літвінов. Російська армія здійснила артилерійські обстріли по Бериславу, Михайлівці, селу Томарине та околицях Новорайська, а також атакувала Берислав, Новоберислав, Гаврилівку, Одрадокам'янку та Тягинку за допомогою безпілотних літальних апаратів. Пошкоджень зазнали житлові будинки та господарські споруди мешканців. Унаслідок удару БПЛА по будівлі продуктового магазину у Бериславі загинула 53-річна продавчиня, а 59-річна працівниця магазину отримала поранення та була доставлена до лікарні.

###### 17 грудня 2024 року
17 грудня 2024 року російські окупанти обстріляли Бериславську, Новоолександрівську та Тягинську територіальні громади, включаючи місто Берислав, села Гаврилівка, Одрадокам’янка та Тягинка. Про це повідомив начальник Бериславської районної військової адміністрації Володимир Літвінов. Російська армія здійснила артилерійські обстріли по Бериславу та селу Тягинка, а також атакувала Гаврилівку, Одрадокам’янку та Тягинку за допомогою безпілотних літальних апаратів. Пошкоджень зазнали житлові будинки та господарські споруди мешканців. Жертв та постраждалих серед цивільного населення немає.

###### 18 грудня 2024 року
18 грудня 2024 року російські окупанти обстріляли Бериславську, Нововоронцовську, Новоолександрівську та Тягинську громади, зокрема села Зміївка, Осокорівка, Золота Балка, Львове, Одрадокам'янка та Тягинка. Про це повідомив начальник Бериславської районної військової адміністрації Володимир Літвінов.
Російські війська завдали ракетного удару по Бериславському району, артилерійських та танкових обстрілів по селу Тягинка та околицях Зміївки. Використовуючи безпілотні літальні апарати, вони атакували Золоту Балку, Осокорівку, Львове, Одрадокам'янку та Тягинку.
Пошкоджено житлові будинки, господарські споруди та приватний транспортний засіб у селі Золота Балка. Жертв та постраждалих серед цивільного населення немає.

###### 19 грудня 2024 року
19 грудня 2024 року російські окупанти обстріляли Бериславську, Нововоронцовську, Новоолександрівську, Новорайську, Милівську та Тягинську територіальні громади. Під вогнем опинилися місто Берислав, село Раківка, селище Нововоронцовка, села Новоолександрівка, Золота Балка, Дудчани, Новорайськ, Костирка, Червоний Маяк, Ольгівка, Високе та Тягинка.
Начальник Бериславської районної військової адміністрації Володимир Літвінов повідомив, що російська армія обстрілювала ці населені пункти з реактивних систем залпового вогню та артилерії, а також атакувала безпілотними літальними апаратами. Пошкоджено житлові будинки, господарські споруди, будівлю поштового відділення, приміщення магазинів та приватні будинки в Нововоронцовці.

###### 20 грудня 2024 року
20 грудня 2024 року російські окупанти здійснили обстріли Бериславської, Новоолександрівської, Новорайської, Милівської та Тягинської територіальних громад, включаючи населені пункти Берислав, Томарине, Новоолександрівка, Гаврилівка, Золота Балка, Дудчани, Качкарівка, Новорайськ, Костирка, Червоний Маяк та Тягинка. Про це повідомив начальник Бериславської районної військової адміністрації Володимир Літвінов.
Російська армія завдала авіаудару по околиці Новоолександрівки та артилерійському обстрілу сіл Томарине, Золота Балка та Тягинка. Застосовуючи безпілотні літальні апарати, були атаковані Берислав, Гаврилівка, Дудчани, Качкарівка, Новорайськ, Костирка, Червоний Маяк та Тягинка. Внаслідок обстрілів пошкоджено житлові будинки, господарські споруди та приватний транспортний засіб у Гаврилівці. Жертв та постраждалих серед цивільного населення немає.

###### 21 грудня 2024 року
21 грудня 2024 року російські окупанти обстріляли Бериславську, Новоолександрівську, Новорайську та Тягинську територіальні громади, зокрема Берислав, Зміївку, Новоберислав, Новорайськ, Новоолександрівку та Тягинку. Про це повідомив начальник Бериславської районної військової адміністрації Володимир Літвінов.
Артилерійські та мінометні обстріли були завдані по селах Зміївка, Новоберислав, Новоолександрівка та околицях Новорайська. Також, використовуючи безпілотні літальні апарати, атакували Берислав, Зміївку, Новоберислав та Тягинку. Пошкоджень зазнали житлові будинки та господарські споруди. Жертв та постраждалих серед цивільного населення немає.

###### 22 грудня 2024 року
22 грудня 2024 року під обстрілом російських окупантів опинилися Бериславська, Новоолександрівська, Новорайська, Милівська та Тягинська територіальні громади, зокрема Берислав, Шляхове, Зміївка, Михайлівка, Новорайськ, Качкарівка, Дудчани, Одрадокам'янка та Тягинка. Про це повідомив начальник Бериславської районної військової адміністрації Володимир Літвінов.
Російська армія завдала артилерійських та мінометних обстрілів по Бериславу, селах Шляхове, Зміївка, Дудчани та околицях Качкарівки і Новорайська. Також, використовуючи безпілотні літальні апарати, атакували Берислав, Михайлівку, Одрадокам'янку та Тягинку. Пошкоджень зазнали житлові будинки та господарські споруди.
Внаслідок атаки ворожого безпілотника у Бериславі загинув 30-річний чоловік. У селі Одрадокам'янка загинув невідомий чоловік, вік та особисті дані якого встановлюються. Пізніше, за результатами виїзду працівників поліції на місце події стало відомо, що інформація по факту загибелі невідомого чоловіка у селі Одрадокам’янка, не знайшла свого підтвердження.

###### 23 грудня 2024 року
23 грудня 2024 року російські окупанти обстріляли Бериславську, Новоолександрівську, Тягинську та Новорайську територіальні громади, зокрема Берислав, Шляхове, Новоберислав, Тягинку, Одрадокам’янку, Золоту Балку, Гаврилівку та Червоний Маяк. Про це повідомив начальник Бериславської районної військової адміністрації Володимир Літвінов.
Російська армія завдала артилерійських та мінометних обстрілів по селищу Шляхове, селам Новоберислав, Тягинка та околицях Червоного Маяка. Використовуючи безпілотні літальні апарати, атакували Берислав, Гаврилівку, Золоту Балку та Одрадокам’янку. Пошкоджень зазнали житлові будинки, господарські споруди та приміщення гаражів.
У Бериславі, внаслідок атаки російського дрона, загинув місцевий 55-річний чоловік.

###### 24 грудня 2024 року
24 грудня 2024 року російські окупанти обстріляли Бериславську, Нововоронцовську, Новоолександрівську, Новорайську та Тягинську територіальні громади, зокрема Берислав, Томарине, Осокорівку, Новоолександрівку, Золоту Балку, Новорайськ, Заможне та Тягинку. Про це повідомив начальник Бериславської районної військової адміністрації Володимир Літвінов.
Російська армія завдала удару керованими авіаційними бомбами по селу Новоолександрівка. Із реактивних систем залпового вогню та артилерії обстріляли Томарине, Берислав, Осокорівку, Тягинку, околиці Новорайська, села Заможне та Золоту Балку. Використовуючи безпілотні літальні апарати, атакували Берислав та Тягинку. Пошкоджень зазнали житлові будинки, господарські споруди, будівля освітнього закладу та фермерське господарство.
Внаслідок атаки ворожого безпілотника у Бериславі поранення отримали двоє чоловіків віком 41 та 48 років. Постраждалим медики надали необхідну допомогу.

###### 25 грудня 2024 року
25 грудня 2024 року російські окупанти обстріляли Бериславську, Новоолександрівську та Тягинську територіальні громади, зокрема Зміївку, Михайлівку та Вірівку. Про це повідомив начальник Бериславської районної військової адміністрації Володимир Літвінов.
Російська армія із реактивних систем залпового вогню та артилерії обстрілювала Зміївку та Михайлівку. Використовуючи безпілотні літальні апарати, російські окупанти атакували село Вірівка Тягинської громади. Пошкоджень зазнали житлові будинки, господарські споруди, а у Михайлівці постраждала будівля освітнього закладу.
Жертв та постраждалих серед цивільного населення немає.

###### 26 грудня 2024 року
26 грудня 2024 року російські окупанти обстріляли Бериславську, Новоолександрівську, Милівську, Новорайську та Тягинську територіальні громади, включаючи населені пункти Берислав, Томарине, Зміївка, Новоолександрівка, Гаврилівка, Дудчани, Качкарівка, Червоний Маяк та Тягинка. Про це повідомив начальник Бериславської районної військової адміністрації Володимир Літвінов. Російська армія завдала артилерійських обстрілів та атакувала безпілотними літальними апаратами. Пошкоджено житлові будинки, господарські споруди та об'єкт торгівлі. Внаслідок атаки в Бериславі поранено 83-річну жінку, яку доправлено до лікарні.

###### 27 грудня 2024 року
27 грудня 2024 року російські окупанти обстріляли Бериславську, Милівську, Новорайську та Тягинську територіальні громади, включаючи населені пункти Берислав, Зміївка, Саблуківка, Новорайськ, Червоний Маяк, Монастирське та Тягинка. Про це повідомив начальник Бериславської районної військової адміністрації Володимир Літвінов. Російська армія завдала обстрілів із реактивних систем залпового вогню та артилерії, а також атакувала безпілотними літальними апаратами. Пошкоджено житлові будинки та господарські споруди. Внаслідок атаки в селі Саблуківка пошкоджено дах, фасад та вибито шибки. Внаслідок атаки БПЛА у селі Бургунка 20 грудня 2024 року поранено 35-річного чоловіка.

###### 28 грудня 2024 року
28 грудня 2024 року російські окупанти обстріляли Бериславську, Нововоронцовську, Милівську, Новоолександрівську, Новорайську та Тягинську територіальні громади, включаючи населені пункти Берислав, Зміївка, Новоберислав, Нововоронцовка, Золота Балка, Новорайськ, Гаврилівка, Саблуківка та Тягинка. Про це повідомив начальник Бериславської районної військової адміністрації Володимир Літвінов. Російська армія завдала обстрілів із реактивних систем залпового вогню, артилерії та мінометів, а також атакувала безпілотними літальними апаратами. Пошкоджено житлові будинки та господарські споруди. Жертв та постраждалих серед цивільного населення немає.

###### 29 грудня 2024 року
29 грудня 2024 року російські окупанти обстріляли Бериславську, Новоолександрівську, Новорайську та Тягинську територіальні громади, включаючи населені пункти Берислав, Зміївка, Новоберислав, Томарине, Михайлівка, Заможне, Новорайськ, Одрадокам'янка та Тягинка. Про це повідомив начальник Бериславської районної військової адміністрації Володимир Літвінов. Російська армія завдала артилерійських та танкових обстрілів, а також атакувала безпілотними літальними апаратами. Пошкоджено житлові будинки та господарські споруди. У селі Михайлівка пошкоджено адміністративну будівлю, а в селі Томарине виникла пожежа приватного домоволодіння, яку ліквідували підрозділи ДСНС. Внаслідок атаки БПЛА у селі Тягинка загинув невідомий чоловік.

###### 30 грудня 2024 року
30 грудня 2024 року російські окупанти обстріляли Бериславську, Новоолександрівську, Милівську та Тягинську територіальні громади, включаючи населені пункти Берислав, Зміївка, Новоберислав, Шляхове, Золота Балка, Дудчани та Тягинка. Про це повідомив начальник Бериславської районної військової адміністрації Володимир Літвінов. Російська армія завдала артилерійських та мінометних обстрілів, а також атакувала безпілотними літальними апаратами. Пошкоджено житлові будинки та господарські споруди. Жертв та постраждалих серед цивільного населення немає.

###### 31 грудня 2024 року
31 грудня 2024 року російські окупанти обстріляли Бериславську, Новорайську та Тягинську територіальні громади, включаючи населені пункти Берислав, Зміївка, Шляхове, Томарине, Новорайськ, Високе та Тягинка. Російська армія завдала обстрілів із реактивних систем залпового вогню та артилерії, а також атакувала безпілотними літальними апаратами. Пошкоджено житлові будинки та господарські споруди. У селі Томарине виникла пожежа приватного домоволодіння, яку ліквідували підрозділи ДСНС. Жертв та постраждалих серед цивільного населення немає.